# Бобковский сельский округ
Бобковский сельский округ — упразднённая административно-территориальная единица, существовавшая на территории Егорьевского района Московской области в 1994—2004 годах.
Бобковский сельсовет был образован в первые годы советской власти. По данным 1923 года он входил в состав Лелечевской волости Егорьевского уезда Московской губернии.
В 1925 году Бобковский с/с был упразднён, а его территория объединена с Гридинским с/с в новый Поповский сельсовет.
В 1929 году Бобковский с/с был восстановлен в составе Егорьевского района Орехово-Зуевского округа Московской области путём преобразования Поповского с/с.
28 декабря 1951 года из Лелечевского с/с в Бобковский были переданы селения Васинская и Лазарево.
14 июня 1954 года к Бобковскому с/с были присоединены Круговский и Никиткинский сельсоветы. При этом центр сельсовета был перенесён в селение Поповская.
27 июня 1959 года к Бобковскому с/с был присоединён Лелечевский с/с.
1 февраля 1963 года Егорьевский район был упразднён и Бобковский с/с вошёл в Егорьевский сельский район. 11 января 1965 года Бобковский с/с был передан в восстановленный Егорьевский район.
23 июня 1988 года в Бобковском с/с были упразднены деревни Луки и Парфентьево.
3 февраля 1994 года Бобковский с/с был преобразован в Бобковский сельский округ.
21 июня 2004 года Бобковский с/о был упразднён, а его населённые пункты переданы в Раменский с/о.